# 리브 휴슨
리브 휴슨(영어: Liv Hewson, 1995년 11월 29일 ~ )은 오스트레일리아 출신의 배우, 극작가이다. 넷플릭스 시리즈 《산타 클라리타 다이어트》의 애비 역과 《드라마월드》의 주인공 클레어 역으로 유명하다.

## 생애와 경력
1996년 캔버라에서 태어났다. 어릴 때부터 글쓰기를 좋아했고, 14세부터 연극무대에 올랐다. 2013년 단편 〈알폰소 프리스크〉로 연기를 시작했으며, 2015년 6월 제임스 L. 브룩스 감독의 발탁으로 할리우드에 진출하였다.
휴슨은 한국 드라마를 소재로 한 웹드라마 《드라마월드》의 주인공으로 캐스팅되었다. 면접은 스카이프로 진행되었고, 경쟁률은 2000:1에 육박했다고 한다. 출연 전에는 한국 드라마에 대해 잘 알지 못했고 캐스팅 후에 배경지식을 위해 《운명처럼 널 사랑해》를 보았다. 드라마의 연출자 크리스 마틴 감독은 2015년 11월에는 라이 루소영 감독이 연출하는 《일곱 번째 내가 죽던 날》의 조연으로 캐스팅되었다.

## 출연작 목록

### TV 드라마
| 연도    | 제목                   | 원제                        | 배역          | 비고                      |
| ------- | ---------------------- | --------------------------- | ------------- | ------------------------- |
| 2014    |                        | I've Got No Legs            | 리브          | 단역                      |
| 2014-15 | 두유 마인드?           | Do You Mind?                |               | 에피소드 3회분 출연       |
| 2016    | 드라마월드             | Dramaworld                  | 클레어 덩컨   | 주인공                    |
| 2016    | 더 코드                | The Code                    | 엘            | “Episode 6” 에피소드 출연 |
| 2017    | 탑 오브 레이크         | Top of the Lake             | 미케일라      | 에피소드 3회분 출연       |
| 2017-19 | 산타 클라리타 다이어트 | Santa Clarita Diet          | 애비 해먼드   | 주연                      |
| 2017    | 인휴먼즈               | Marvel’s Inhumans           | 오드리        | 에피소드 3회분 출연       |
| 2018    | 사소한 일거리          | Back In Very Small Business | 애슐리 파이퍼 | 에피소드 8회분 출연       |

### 영화
| 연도 | 제목                   | 원제          | 배역        | 비고 |
| ---- | ---------------------- | ------------- | ----------- | ---- |
| 2017 | 일곱 번째 내가 죽던 날 | Before I Fall | 애나 카툴로 |      |
| 2019 | 밤쉘                   | Bombshell     | 릴리        |      |
| 2019 | 렛 잇 스노우           | Let It Snow   | 도리        |      |